# Chiscas (ort)
Chiscas är en ort i Colombia.   Den ligger i departementet Boyacá, i den centrala delen av landet, 280 km nordost om huvudstaden Bogotá. Chiscas ligger 2 496 meter över havet och antalet invånare är 1 356.
Terrängen runt Chiscas är bergig åt sydost, men åt nordväst är den kuperad. Runt Chiscas är det glesbefolkat, med 10 invånare per kvadratkilometer. Närmaste större samhälle är El Cocuy, 17,2 km söder om Chiscas. Omgivningarna runt Chiscas är en mosaik av jordbruksmark och naturlig växtlighet.